# Sporting CP

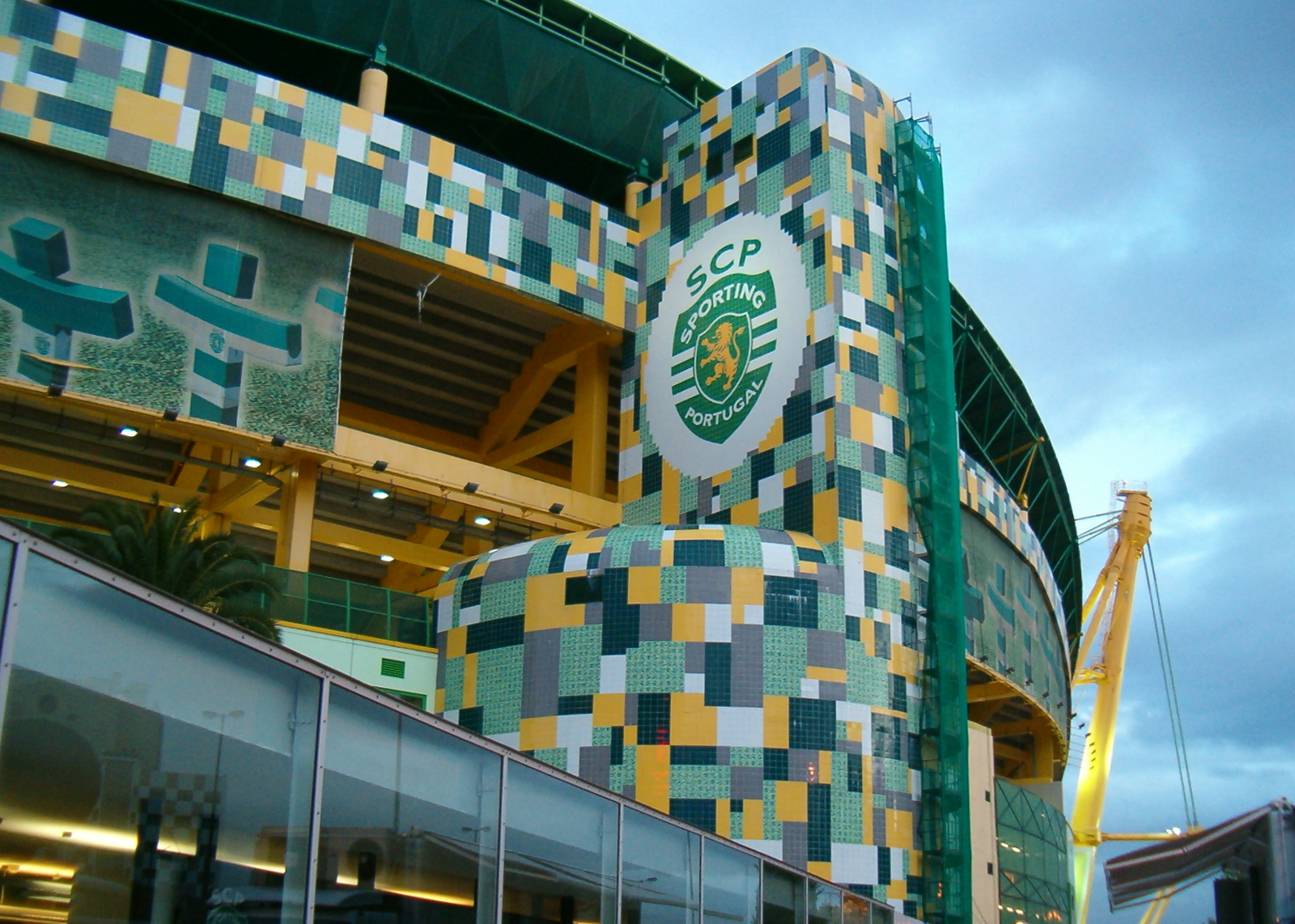
Alvalade XXI

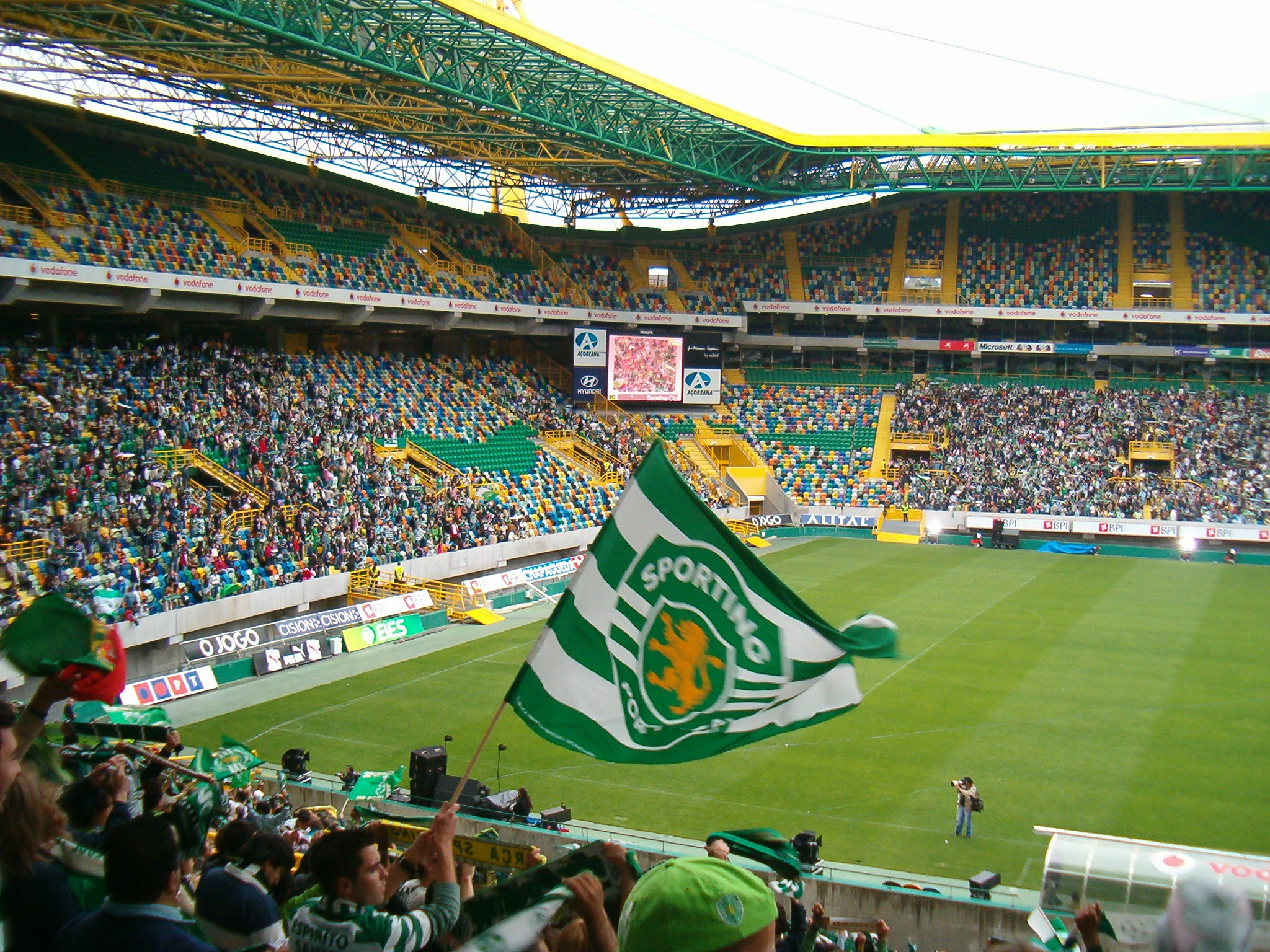
Stadionul José Alvalade (2003–)

Sporting Clube de Portugal cunoscut și sub numele Sporting CP, Sporting sau adesea Sporting Lisabona este un club sportiv portughez din capitala Portugaliei, Lisabona. Renumele clubului este datorat în special secției de fotbal, care are peste 97.000 de membri suporteri înregistrați. Sportivii și suporterii clubului sunt supranumiți și Leões (în română Leii).
De-a lungul celor peste o sută de ani de existență, echipele și sportivii clubului au câștigat 50 de medalii de aur la competiții olimpice, mondiale sau europene, multe altele de argint sau bronz precum și sute de titluri naționale ori regionale. Puține cluburi din lume se mai pot mândri cu asemenea succese. Sporting este, după Barcelona, clubul cu cele mai multe titluri la toate disciplinele în competițiile intercluburi .
Încă de la înființare (1906), Jose Alvalade și-a făcut cunoscută dorința de a transforma Sporting într-un „...club mare, cel mai mare din Europa”. Astăzi, un secol mai târziu, extraordinarele rezultate cu care Sporting se mândrește sunt acțiunile lui Jose Alvalade, și în aceeași măsură a altor fondatori ai clubului, în integrarea principiilor valorilor, etica reușitei și a spiritului de echipă. Îndrăznind să deschidă drumuri noi, într-un timp în care în Portugalia sporturile erau încă activități în stadiu de dezvoltare și având în mare parte caracteristici elitiste, primul "Sportinguistas" a reușit să formeze un colectiv puternic care s-a proiectat la nivel global în ceea ce este Sporting Club de Portugal. Pe lângă multele titluri obținute de club, Sporting Club de Portugal se mândrește cu peste 3 milioane de fani de pe toate continentele: cu 300 de cluburi de suporteri, birouri și delegații.

## Istoria

### Începuturile
Începutul a fost un ideal romantic în vremurile tulburi ale începutului secolului XX (1902), când un grup de tineri aflați în vacanță la Belas, au hotărât să înființeze un club și să organizeze un meci de fotbal la Castelul Seteais, în cadrul unui festival care avea loc la Sintra. În prezența familiei regale, s-a disputat un meci alert între Sport Club de Belas și un grup din Sintra. Belas a învins cu scorul de 3 – 0, într-un meci în care frații Gavozzo, Franciso și José Maria, împreună cu alții sportivi, erau descriși ca făcând parte din „familiile bune”. Presa vremii a relatat prezența a 4000 de spectatori foarte atenți la desfășurarea evenimentului.
Sport Club de Belas a fost un vis de vară, peste care s-a așternut praful după încheierea vacanțelor. Dar visul nu a murit. Meciul de la Sintra din 26 august 1902, i-a marcat pe jucători. Tinerii, reîntorși la Lisabona visau la statutul sportului din străinătate, în special din Franța și Anglia, și păstrau contactul între ei, majoritatea trăind în același cartier rezidențial din Campo Grande. Aceștia se întâlneau frecvent în patiseria Bijou, care mai există și astăzi pe Avenida da Liberdade și aici, doi ani după experiența de la Belas, au hotărât să se întoarcă la marea lor dragoste, sportul și să înființeze Campo Grande Football Club. Și alți participanți la evenimentul din 26 august 1902 și-au urmat pasiunea pentru sport și au înființat Clube Internacional de Futebol (CIF).
Sediul central al lui Campo Grande Football Club se afla la etajul al doilea al conacului Pinto da Cunha, construcție situată la intersecția străzilor Alameda das Linhas de Torres și Campo Grande. Printre alții, frații Gavozzo au participat la întrunirea de constituire alături de tânărul José Holtreman Roquette (José Alvalade), José Stromp și alți sportivi entuziaști. Vicontele de Alvalade, José Alfredo Holtreman, bunicul lui José Alvalade și capul familiei, avea aproape 70 de ani când a fost numit președinte datorită suportului altruist și abilității de a înțelege și încuraja spiritul și entuziasmul nepotului său preacum și a prietenilor săi.
Fotbalul, scrima, tenisul, atletismul, reuniunile sociale sau drumețiile erau principalele activități ale noului club, cele care i-au stimulat primii doi ani de existență.

### Înființarea
În 1906 atmosfera din cadrul clubului era tulburată de o sciziune între membri care preferau evenimentele sociale și reuniunile, pe de o parte, și ceilalți care susțineau latura sportivă. Júlio de Araújo, cel ce mai târziu va deveni președintele lui Sporting, un pasionat istoric al procesului de înființare a clubului nota: „pe zi ce trecea, două tendințe se conturau, cea a băieților din Lisabona care doreau mutarea sediului și cea a celor din Campo Grande, care considerau că păstrarea actualului sediu era corectă și oportună”. Ba mai mult, Júlio de Araújo mai amintea „disputa nu se referea doar la locația sediului ci și la obiectivele clubului – spre deosebire de cei din Campo Grande, ceilalți considerau activitățile sociale prioritare celor sportive”.
Această perioadă tulbure ar fi putut cauza o rupere între cele două tabere. José Gavazzo a fost primul care a abandonat clubul inițial, însoțit de circa două duzini de membri, printre care și José Alvalade, care a declarat: „Am să-l iau pe bunicul meu de partea mea iar el îmi va da suficienți bani pentru a constitui un alt club”.
Această hotărâre nu a întârziat să dea roade. Vicontele de Alvalade și-a dat acordul pentru înființarea noului club și a dat o importantă sumă de bani totodată permițând amenajarea unui teren de joc la una din fermele lui – Sporting continuă să existe în acel loc până în zilele noastre – devenind președinte al consiliului de administrație și „protector” al clubului. Datorită acestui fapt tânărul José Alvalade, radiind de entuziasm a rostit faimoasa frază: 
„Vrem ca acest club să devină un club mare, cel mai mare din Europa", frază binecunoscută de toți suporterii lui Sporting.
La data de 14 aprilie 1906 noul colectiv adoptă denumirea provizorie de Campo Grande Sporting Club iar la data de 1 iulie în același an, la sugestia lui António Félix da Costa Júnior, se stabilește denumirea de Sporting Clube de Portugal. În 20 iulie, la propunerea lui Nuno Soares Júnior, Adunarea Generală declară ziua de 1 iulie 1906 ca data oficială a înființării lui Sporting. Aceste fapte profetice ale celor 18 membrii fondatori au făcut posibilă sărbătorirea, în 2006, a centenarului clubului.

### Primii ani
Tradiția fotbalistică a lui Sporting poate fi urmărită cu ușurință privind înapoi în timp, dar activitatea clubului era una eterogenă, multidisciplinară a membrilor clubului. Astfel, cei ce iubeau atletismul erau la fel de buni la fotbal, tenis, la trasul frânghiei, scrimă, cricket, gimnastică sau hochei pe iarbă.
În 1907, Don Fernando de Castelo Branco (Pombeiro) și-a dat acordul pentru utilizarea leului de pe blazonul său, dar fără fundalul albastru. „Nu cu arme aurii pe fond roșu și albastru, cum era blazonul familiei Pombeiro, ci cu arme argintii pe fond verde, cum își declarau intențiile fondatorii", notează Júlio de Araújo. Verdele fiind, de fapt, sugerat de vicontele de Alvalade și simboliza speranțele clubului.
Ziua de 3 februarie 1907 este data primului meci de fotbal pentru Sporting. Nu se poate spune, însă, că a reprezentat un succes imediat, pierzând cu scorul de 5-1, în divizia secundă, în fața celor de la Cruz Negra în Alcântara. Unii dintre componenții formației învingătoare se vor alătura mai târziu lui Sporting: Alípio da Motta Veiga, Octávio Teixeira Bastos, António das Neves Vital și alții. Don João de Vila Franca a marcat unicul gol și a devenit primul marcator din istoria lui Sporting.
La 1 decembrie 1907 consemnăm nașterea eternului rival. Sporting Clube de Portugal și Sport Lisabona (care se va numi un an mai târziu Benfica Lisabona) disputând un meci pe iarba de la Quinta Nova, în Sete Rios. Sporting, care se echipa în alb în acea perioadă, a apărut într-un echipament constând din tricouri în dungi alb-verzi, șort alb și jambiere albe. Acest echipament a fost reprodus și cu ocazia sărbătoririi centenarului. Acest echipament este cunoscut sub numele de „Stromp", omagiu adus unui foarte popular sportinguista, Franciso Stromp, un strălucitor fotbalist care a fost unul din cei mai mari sportivi portughezi din toate timpurile. Sporting a învins cu scorul de 2-1, un gol fiind marcat de Cândido Rosa Rodrigues, unul din frații Catatau și fost jucător al lui Sport Lisabona. Acesta va fi primul gol al leilor în marea rivalitate dintre cei doi giganți ai sportului portughez. Sfârșitul sezonului 1907-1908 o găsește pe Sporting în poziția a doua a competiției regionale.
Clubul avea, după sursele vremii, cal mai bun teren din Portugalia, în Sítio das Mouras. Situat la numărul 73 pe Alameda do Lumiar, astăzi Alameda das Linhas de Torres, teren pus la dispoziție de vicontele de Alvalade la ferma sa. Terenul a fost utilizat încă din mai 1906 și îmbunătățit mai târziu în 1907. Complexul sportiv era format dintr-un teren de fotbal, piste pentru atletism, două terenuri de tenis și un pavilion cu dușuri, baie și o bucătărie. Pavilionul era luxos pentru vremea lui.
În 1910 spiritul eterogen era deja stabilit iar echipele de tenis au dovedit-o. Titlurile la săritura cu prăjina, aruncarea ciocanului și săritura în lungime au revenit de asemeni clubului. Acesta a fost anul în care José Alvalade a devenit președintele clubului, funcție pe care a îndeplinit-o până în 1916.

### Primele victorii
Direcția clubului fusese trasată, trasată spre victorie. Sport a câștigat primul său Campeonato de Lisboa, divizia a patra și a repetat clasarea în 1915, de data asta în divizia Onoare, câștigând, totodată, și Cupa Onoare (Taça de Honra) cu o victorie împotriva lui Benfica în finală (scor 3-1). Victoria în Campeonato de Lisboa din 1915 a fost prima dintr-o serie lungă de succese obținute de Sporting. O serie de 19 campionate (din care 6 consecutive) între anii 1915 și 1947, când competiția s-a desființat. 1915 a fost primul an în care Sporting a folosit șorturi negre la tricourile „Stromp".
Laranjeira Guerra a învins în cursa ciclistă Porto-Lisabona în anul 1912, un eveniment eroic, ținând cont de starea drumurilor și de echipamentul folosit. Acest ciclist va deveni precursorul unor minunați cicliști ca Alfredo Trindade, João Roque, Leonel Miranda, Marco Chagas și cel mai celebru dintre ei: Joaquim Agostinho. Performanțele sale obținute în Turul Franței, unde s-a clasat de 8 ori în primii 10 și a obținut locul trei la două ediții, la fel un loc doi obținut în Turul Spaniei (doar 11 secunde despărțindu-l de câștigătorul ediției, José Manuel Fuente), într-o perioadă dominată de Eddy Merckx și mai târziu Bernard Hinault, precum și nenumăratele rezultate obținute în competițiile din Portugalia (de trei ori câștigător al Volta a Portugal) au făcut din Agostinho un simbol și o legendă al lui Sporting.
Un alt sport în vogă la vremea aceea era trasul frânghiei, la care sportivii lui Sporting au atins un nivel impresionant, fiind invincibili în competițiile la care participau.
1912 a fost anul mai multor succese obținute de atleții lui Sporting. Abilul António Stromp a strălucit în probele de 100m și 200m la Jocurile Olimpice desfășurate la Stockholm, în Suedia. António Stromp a fost primul olimpic al lui Sporting, cel care va plasa clubul pe calea de a deveni clubul cu cele mai multe succese olimpice din țară după numărul de participanți și medalii câștigate. Tot în 1912, Sporting va obține prima victorie dintr-o serie lungă de Campionate Naționale de cros.
În 1917, s-a mutat baza sportivă. José Alvalade a permis construirea stadionului în 1914; totuși, o divergență apărută între fondator și director asupra utilizării stadionului a determinat conducerea să caute o altă soluție. Acești Sportinguistas au arendat un teren din apropiere, situat la numărul 412 pe Campo Grande, unde arhitectul António do Couto va construi un stadion care va fi vreme de 30 de ani „casa" lui Sporting. Aceasta, însă, nu a dus la încetarea existenței stadionului, Benfica mutându-se din Amoreiras a primit încuviințarea de a folosi stadionul. Acest stadion a fost alintat „biroul de lemn" și era amplasat în partea de sud a actualului Estádio José Alvalade.

### 1920-1940
În deceniul 3, Sporting câștigă primul său Campeonato de Portugal (1922/23): o competiție recompensată cu titlul național deși contestat deoarece se practica sistemul eliminatoriu. Meciul decisiv s-a disputat la Faro la data de 24 iulie 1923, împotriva lui Académica încheiat cu scorul de 3-0. Sporting a jucat cu formația: Torres Pereira, Jaime Gonçalves, Francisco Stromp, João Francisco Maia, Carlos Fernandes, José Leandro, Filipe dos Santos, Joaquim Ferreira, Cipriano dos Santos, Jorge Vieira și Henrique Portela. Joaquim Ferreira a marcat două goluri, celălalt fiind opera lui Francisco Stromp, o legendă a lui Sporting și a sportului portughez, atlet și una din marile personalități ale lui Sporting. Francisco Stromp a abandonat fotbalul un an mai târziu.
Secțiile de natație, polo și rugby s-au înființat tot în acești ani. Salazar Carreira un mare conducător atlet a sprijinit pe Sporting în acțiunea de a introduce rugby-ul în Portugalia.
În 1928 Sporting apare pentru prima oară purtând faimoasele tricouri cu dungi orizontale alb-verzi, ideea venind de la echipa de rugby. Această schimbare a avut loc în timpul unui turneu în Brazilia, prima pentru o echipă portugheză și s-a datorat faptului că tricourile rugbiștilor se aflau într-o condiție mai bună decât cele ale fotbaliștilor (șorturi jumătate albe, jumătate verzi și jambiere negre). Urmările acestor fapte se văd și azi, în timp tricourile au căpătat faimă mondială datorită originalității. Modelul cu dungi orizontale a fost creat de Salazar Carreira și a fost inspirat de clubul francez Racing de Paris ale cărui culori erau alb și roșu. După întoarcerea din Brazilia fotbaliștii au înapoiat tricourile rugbiștilor dar în octombrie 1928, echipa de fotbal a jucat un meci împotriva lui Benfica, în repriza secundă și-au făcut apariția îmbrăcați cu tricourile rugbiștilor. Sporting a câștigat meciul și astfel s-a născut... noul echipament.
Seria de victorii în Campeonato de Portugal a continuat și în anii ‘30 cu titlurile din edițiile 1933/34, 1935/36 și 1937/38. Pe parcursul acestui deceniu Sporting a repurtat succese și la tenis, ciclism, rugby (la nivel regional), tir, hochei pe role (victorie în Campionatul Național în 1937/38 - prima ediție al competiției), patinaj, gimnastică și scrimă.
Alfredo Trindade, a obținut diferite victorii în numeroase curse de ciclism, a câștigat Volta a Portugal în 1933: prima victorie pentru Sporting în cel mai important eveniment din calendarul ciclist al Portugaliei. José Albuquerque (Faísca), a câștigat și el Volta a Portugal în 1940.
Legendarul atacant Fernando Peyroteo, care a debutat pentru Sporting în 1937, apare ca cel mai bun marcator al Campionatului portughez cu 34 de goluri. El a fost un personaj de marcă în anii de aur ce urmau să apară pentru Sporting.

### Epoca de aur
Pentru Sporting anii treizeci și patruzeci au fost fabuloși. Trofeele a zece din cele optsprezece ediții ale Campionatului național precum și patru din cele treisprezece ediții de cupă decernate și-au făcut loc în vitrina clubului. Din sezonul 1946-47 și până la ediția 1953-54 Sporting a câștigat șapte din cele opt disputate, pierzând doar o dată, în ediția 1949-50. Erau anii faimoaselor Cinco Violinos (Cinci Viori), celebre nu doar în țară ci și peste hotare, alături de antrenori ca Joseph Szabo, Robert Kelly, Randolph Galloway, Cândido de Oliveira, Armando Ferrira, Enrique Fernandez și alții. Autorul poreclei de Cinco Violinos a fost jurnalistul și antrenorul Tavares da Silva și se referea la linia de atac a lui Sporting care avea în componeță pe António Jesus Correia, Manuel Vasques, Fernando Peyroteo, José Travassos și Albano Narciso Pereira. Acești fotbaliști erau comparați cu membrii unei orchestre prin maniera colectivă de joc și prin eficiență. În această perioadă Sporting a marcat 123 de goluri (aproape 5 goluri pe meci!), într-un campionat disputat de 14 echipe, cu doar două mai puțin decât astăzi. Este, cu siguranță un record greu de doborât. De exemplu, Peyroteo, atacantul, a terminat toate cele 12 sezoane la care a luat parte cu mai multe goluri marcate decât meciuri jucate!
Pe lângă numeroasele campionate și cupe câștigate, Sporting a mai obținut victorii și în alte competiții cum ar fi Taça o Século (Cupa Secolului) sau primele două ediții ale Taça Império (Cupa Imperiului). Aceste performanțe au făcut ca Sporting deși nu era campioana la zi a Portugaliei, să fie invitată să participe la prima ediție a Cupei Campionilor Europeni. Din nefericire pentru fanii lui Sporting UEFA nu a înființat acestă competiție mai devreme, altminteri Sporting ar fi avut, cu certitudine, un asemenea trofeu în vitrină. Sporting a deschis competiția într-un meci disputat pe Estádio Nacional, (Stadionul Național), în care a avut ca adversar pe FK Partizan, încheiat cu un scor egal, 3-3. João Martins, cel care a deschis scorul este creditat ca fiind autorul primului gol din această competiție care în zilele noastre a ajuns multimilionară.
Sporting, prima echipă care a reușit obținerea celui de-al patrulea titlu național, a atins apogeul în sezonul 1950-51, având în componență jucătorii: Mário Wilson, Juca, António Jesus Correia, Manuel Passos, Juvenal, Manuel Vasques, Galileu, Veríssimo, José Travassos, Martins, Tormenta, Carlos Gomes, Leandro, Caldeira, Barros, Canário, César Nascimento, Anacleto, Manuel Marques, Pacheco Nobre, Mateus e Pacheco. Echipa era antrenată de britanicul Randolph Galloway ajutat de Fernando Vaz.
În 1955, José Travassos devine primul fotbalist portughez chemat la o selecționată europeană. El a jucat la Belfast împotriva selecționatei Marii Britanii. Prestația deosebită din acest meci a determinat media internațională săl supranumească Zé da Europa
În aceeași perioadă, celebra academie a lui Sporting, începea la rândul ei să-și scrie istoria, câștigând primul campionat național de juniori desfășurat în sezonul 1938-39, și care avea să continue până în 1960. Sporting a mai câștigat și edițiile 1945-46, 1947-48 și 1955-56.
La atletism, Sporting își începea supremația câștigând 12 campionate între anii 1940 și 1960.
Francisco Inácio învingea în Volta a Portugal din 1941. 
În 1945 Sporting a înființat prima școală de înot din Portugalia, numită país dos marinheiros (Țara marinarilor). Aici veneau chiar și înotători mai slabi. Sporting a asigurat pionieratul și în natație, echipa de polo pe apă având o serie de victorii prin anii douăzeci.
În anul 1941 Sporting câștigă primul titlu la handbal, cu o victorie în campionatul regional, varianta cu 11 jucători (care se practica pe vremea aceea și se juca pe un teren de fotbal). Seria de 18 titluri naționale atinsă de Sporting în 1951-52 fiind neegalată până astăzi.
În anii cincizeci, în afară de titlurile importante câștigate de Sporting, s-au mai obținut victorii la biliard, scrimă, tir, tenis de masă (31 de campionate câștigate până în prezent), badminton și sporturile cu motor. De asemeni, Sporting obține primele două titluri la volei (1953-54 și 1955-56) precum și primul titlu la baschet în 1956. Sporting a mai câștigat șapte titluri naționale la baschet apoi acest sport nu a mai fost practicat la un nivel competițional. La volei, alt sport practicat mai puțin aici, Sporting a mai obținut patru trofee până în sezonul 1993-94.
La data de 10 iunie 1956, Sporting inaugurează Estádio José Alvalade (Stadionul José Alvalade), o realizare care stă mărturie vitalității clubului. Contruirea acestui magnific stadion a fost posibilă datorită capacității și dinamismului clubului precum și a sacrificiilor făcute de asociați.
Inițial, Sporting se întorsese pe Estádio do Lumiar în anul 1937, care fusese închiriat în condiții avantajoase. Acest stadion era locul faimoaselor recitaluri ale celor Cinco Violinos, dar în scurt timp acest stadion s-a dovedit inadecvat pe măsură ce Sporting se apropia de cei cincizeci de ani de viață și construirea unui nou stadion devenea stringentă. Acestă necesitate a dus la construirea unui nou stadion situat în bună parte pe locul vechiului stadion. Acest stadion a fost botezat cu numele fondatorului care s-a ocupat permanent de calitatea bazei sportive a clubului, José Alvalade. De fapt numele a fost ales înainte de finalizarea lucrărilor și continuă să fie folosit și în zilele noastre. Unul dintre invitații de la inaugurarea stadionului a fost José Maria Gavazzo, membru fondator al clubului și participant al evenimentelor de la Belas în 1902.
Mai târziu, în anul 1983, sub supravegherea președintelui João Rocha, s-a realizat ambițiile multor Sportinguista prin construirea unei tribune cu scaune care a înlocuit o tribună cu locuri în picioare.
La data de 6 iunie 1960 Sporting a fost declarat instituție de utilitate publică.
Manuel Faria, alergător de fond de mare prestigiu, predecesor al lui Manuel de Oliveira, Carlos Lopes, Fernando Mamede și al fraților Castro, învingea în celebra cursă de anul nou de la São Paulo în anii 1957 și 1958, ceea ce reprezenta cea mai bună performanță atletică din istoria lui Sporting, alături de locul 4 obținut de Álvaro Dias la săritura în lungime obținut la Campionatele Europene de Atletism.

### Gloria europeană
În decursul anilor șaizeci, Sporting a obținut cea mai mare performanță europeană adjudecându-și Cupa Cupelor în anul 1964 după o finală care a necesitat rejucarea, împotriva lui MTK Budapesta, după un spectaculos 5-0 în dauna celor de la Manchester United (recuperând handicapul unei înfrângeri cu 4-1 pe Old Trafford) și după un festival de goluri împotriva lui Apoel Nicosia căreia i-a administrat un sever 16-1, record neegalat în Cupele Europene. Această victorie în care puțini credeau a fost posibilă datorită spiritului de echipă și forței psihice a echipei. Echipa condusă de Gentil Cardoso iar mai târziu de arhitectul Anselmo Fernandez șe alte nume mari ale „Leilor” cum ar fi: Joaquim Carvalho, Pedro Gomes, Mário Goulart Lino, Alexandre Baptista, José Carlos, Hilário da Conceição, Fernando Mendes (Marele Căpitan), Geraldo Rocha Carvalho (Géo), José Pérides, Osvaldo Silva, Ernesto Figueiredo, Domingos Mascarenhas (marcator a 6 goluri într-un singuri meci, ceea ce constituie un alt record) și João Morais: autorul unui gol celebru, direct din corner la Antwerp care avea să fie golul victoriei. 
O dată cu desființarea Cupei Cupelor, după 1998-99 și trimiterea competitoarelor în Cupa UEFA, Sporting devine singura echipă din Portugalia câștigătoare a acestei competiții.
Între anii 1960 și 1999, echipa de fotbal a clubului a câștigat de șase ori Campionatul Național,inclusiv în sezonul 1981-82, și alte șapte Cupe ale Portugaliei, cea din ediția 1994-1995 însemnând revenirea echipei în prim-planul fotbalistic după o lungă absență. Echipa de tineret s-a bucurat de asemeni de succese, câștigând de șase ori campionatul, iar echipa de juniori de opt ori. Copiii lui Sporting, câștigând la rândul lor 3 cupe naționale, o competiție desființată în anii nouăzeci.
În anul 1974, atacantul lui Sporting, Hector Yazalde este cel mai bun marcator din Europa, cu un total de 46 de goluri, și este răsplătit cu trofeul Gheata de Aur. În 2002 Mário Jardel devine al doilea jucător al lui Sporting răsplătit cu acest trofeu.
La hochei pe role, Sporting s-a bucurat de o serie de victorii între anii 1965 și 1990, câștigând Cupa Campionilor, de trei ori Cupa Cupelor și o dată Cupa CERS. Binecunoscuta echipă antrenată de Torcato Ferreira, avea în componență pe António Ramalhete, Vítor Chana, Júlio Rendeiro, João Sobrinho și António Livramento, împreună formând cea mai strălucitoare echipă de hochei pe role.
Atleții lui Sporting continuau să obțină victorii după victorii. Astfel Carlos Lopez a câștigat de trei ori mondialele de cros și a câștigat o medalie olimpică de aur în proba de maraton la Olimpiada din Los Angeles 1984 și una de argint în proba de 10.000m de la Jocurile Olimpice de vară din 1976 de la Montreal. Fernando Mamede devine, pentru cinci ani, deținătorul recordului mondial la 10,000m, rezultatul său fiind vreme de cincisprezece ani record al Europei. Sporting a mai câștigat de 14 ori Cupa Campionilor Europeni, 46 de titluri la cros și 43 de titluri masculine la marile competiții și 37 în probele feminine.

## Denumirea
În Portugalia, Sporting Clube de Portugal este denumit simplu "Sporting". În afara Portugaliei cea mai utilizată denumire este cea de "Sporting Lisabona". În trecut, clubul a încercat (fără succes) să scape de această denumire, în special expreședintele Sousa Cintra și echipa sa, și să se facă cunoscut de toată lumea numele corect al clubului. În ciuda acestui fapt media non-portugheză continuă să folosească denumirea de "Sporting Lisabona" pentru a evita confuzia cu cluburi cum ar fi Sporting Clube de Braga, Sporting Clube da Covilhã, Sporting Clube de Farense sau Sporting de Gijón, această denumire fiind mai explicită decât ar fi Sporting Portugal.

## Organizarea
Sporting este un club multidisciplinar, compus din mai multe departamete incluzând fotbal, futsal, atletism, handbal, și altele. Departamentul de fotbal este cel mai mare din punctul de vedere al bugetului și al popularității. Celelalte departamente (în rândurile cărora activează campioni olimpici sau mondiali) sunt conduse de profesioniști specializați în specificul fiecărui sport și au propriile lor organe de decizie.

## Fotbal
Fotbalul este cel mai popular sport în Portugalia iar liga portugheză este cea mai importantă competiție, din care cele mai bune echipe ajung în mult râvnitele și profitabilele competiții de fotbal din Europa - UEFA Champions League și UEFA Europa League. Echipa de fotbal a clubului a câștigat 18 titluri naționale, 15 cupe naționale, 7 supercupe iar în anul 1964 a reușit să câștige fosta competiție Cupa Cupelor. Din nefericire, după anul 2000, Sporting nu a mai reușit să câștige campionatul, clasându-se permanent pe locul doi, după FC Porto dar înaintea eternei rivale SL Benfica.
Sporting a fost un pretendent major în Liga portugheză încă de la început. Departamentul de fotbal al clubului și-a dezvoltat un profil profesionist care să funcționeze în mediile din ce în ce mai competitive atât în Portugalia cât și în Europa. În 1998, departamentul de fotbal al clubului s-a organizat într-o societate comercială pe acțiuni. De atunci, Sporting - Sociedade Desportiva de Futebol, S.A.D. este numele societății care este listată la bursa din Lisabona.

### Baza materială

#### Stadionul

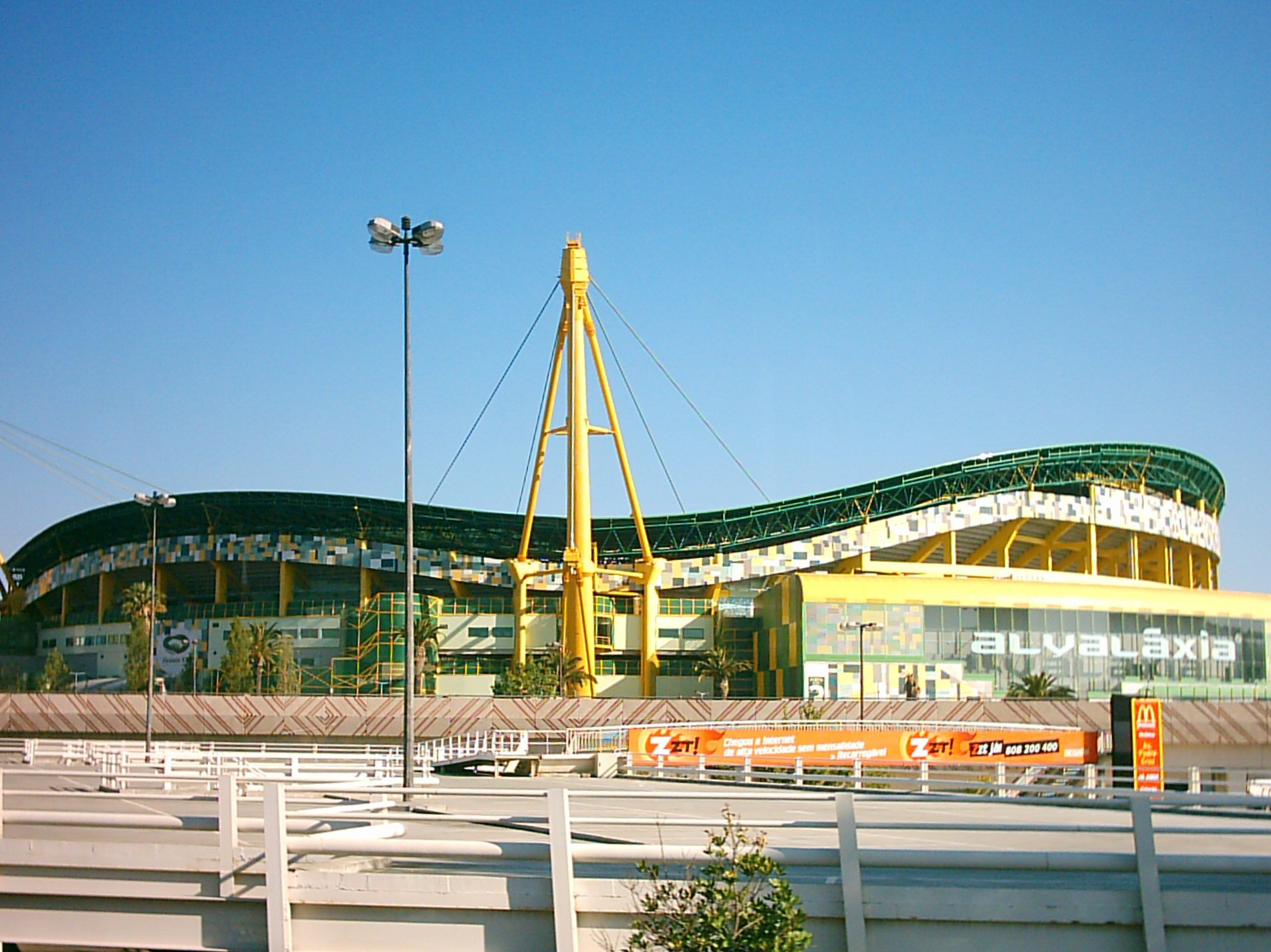
Estádio José Alvalade

Sporting dispune de un stadion nou, Estádio José Alvalade, construit pentru a găzdui meciuri din Campionatul European de Fotbal 2004, precum și o bază de antrenament de nivel mondial. Academia Sporting, situată în Alcochete, a fost utilizată de către echipa națională de fotbal a Portugaliei pe parcursul lui Euro 2004, și a contribuit la dezvoltarea unor mari jucători portughezi de fotbal ca Luís Figo, Simao Sabrosa, Nani, Cristiano Ronaldo, Ricardo Quaresma și mulți alții.
Stadionul a fost proiectat de Tomás Taveira și a fost clasificat de UEFA cu 5 stele, ceea ce a permis ca el să găzduiască finalele unor competiții organizate de UEFA. Acest stadion - proiectat inițial pentru a primi 40.000 spectatori - are acum o capacitate de 50.095 și a fost amenajat acustic pentru a putea fi utilizat și la organizarea unor mari concerte. Inaugurarea lui a avut loc la 6 august 2003, cu acest prilej desfășurându-se un meci între Sporting și Manchester United, gazdele câștigând cu scorul de 3-1. De asemeni în 2005 stadionul a găzduit finala Cupei UEFA dintre Sporting și PFC CSKA Moscova, câștigată de acesta din urmă cu scorul de 3-1.
Pe Estádio José Alvalade s-au disputat cinci meciuri ale Campionatului European de Fotbal 2004, între care și semifinala dintre Portugalia și Olanda, câștigată de Portugalia cu scorul de 2-1.

#### Academia de tineret
Celebră pentru sistemul său, Academia de fotbal a lui Sporting continuă să descopere și să crească jucători de clasă mondială. Între jucătorii produși de academie se numără João Moutinho, Miguel Veloso, Yannick Djaló, Bruno Pereirinha, Rui Patrício, Adrien Silva, Daniel Carriço, Marco Caneira, André Marques și Carlos Saleiro din lotul actual al lui Sporting, dar și Paulo Futre (retras), Luís Figo (retras), Cristiano Ronaldo (Real Madrid), Nani (Manchester United), sau Luís Boa Morte (West Ham United).
Lista mai poate continua cu alte celebrități ca: Daniel da Cruz Carvalho (retras), care a jucat pentru AFC Ajax,fostul jucător al lui FC Barcelona și FC Porto acum la Internazionale, Ricardo Quaresma, Simão Sabrosa (Atlético Madrid), Hugo Viana (Valencia CF) și Miguel Monteiro (Valencia CF, chiar dacă a jucat doar pentru echipe de tineret înainte de plecarea sa la CF Estrela da Amadora.
Academia de fotbal a lui Sporting este considerată de Luiz Felipe Scolari, fost antrenor al echipei naționale de fotbal a Portugaliei, și José Pekerman, fost antrenor al echipei naționale de fotbal a Argentinei, ca fiind una din cele mai bune școli de fotbal din lume. Baza sportivă a academiei a fost utilizată de echipa națională de fotbal a Portugaliei pe parcursul lui Euro 2004. De asemeni un mare număr de cluburi europene aleg să se antreneze aici în intersezon.
Academia (cunoscută sub numele de Academia de Alcochete) a fost redenumită Academia Sporting/Puma după un contract de sponsorizare încheiat între club și fabricantul de echipament sportiv Puma în 2006, contract valabil până în 2012.

## Evoluția echipamentului
|           |
| 1902–1906 |

|      |
| 1908 |

|      |
| 1915 |

|           |
| Head 1928 |

|             |
| Honour 1928 |

## Lotul sezonului 2025-2026
Din 26 iulie 2025.
| Nr. |               | Poziție | Jucător              |
| --- | ------------- | ------- | -------------------- |
| 1   | Uruguay       | P       | Franco Israel        |
| 2   | Brazilia      | F       | Matheus Reis         |
| 3   | Țările de Jos | F       | Jerry St. Juste      |
| 5   | Japonia       | M       | Hidemasa Morita      |
| 6   | Belgia        | F       | Zeno Debast          |
| 7   | Portugalia    | A       | Geovany Quenda       |
| 8   | Portugalia    | M       | Pedro Gonçalves      |
| 10  | Mozambic      | A       | Geny Catamo          |
| 11  | Portugalia    | A       | Nuno Santos          |
| 14  | Georgia       | M       | Giorgi Kochorashvili |
| 17  | Portugalia    | A       | Francisco Trincão    |
| 19  | Danemarca     | A       | Conrad Harder        |
| 20  | Uruguay       | A       | Maximiliano Araújo   |
| 22  | Spania        | F       | Iván Fresneda        |

| Nr. |                  | Poziție | Jucător                           |
| --- | ---------------- | ------- | --------------------------------- |
| 23  | Portugalia       | M       | Daniel Bragança (vice-căpitan)    |
| 24  | Portugalia       | P       | Rui Silva                         |
| 25  | Portugalia       | F       | Gonçalo Inácio (al 3-lea căpitan) |
| 26  | Coasta de Fildeș | F       | Ousmane Diomande                  |
| 27  | Brazilia         | A       | Alisson Santos                    |
| 41  | Brazilia         | P       | Diego Callai                      |
| 42  | Danemarca        | M       | Morten Hjulmand (căpitan)         |
| 47  | Portugalia       | F       | Ricardo Esgaio                    |
| 52  | Portugalia       | M       | João Simões                       |
| 72  | Portugalia       | F       | Eduardo Quaresma                  |
| 73  | Portugalia       | M       | Eduardo Felicíssimo               |
| 91  | Portugalia       | A       | Rodrigo Ribeiro                   |
|     | Portugalia       | P       | João Virgínia                     |

## Palmares

### Național
Liga portugheză
Câștigătoare (21): 1940–41, 1943–44, 1946–47, 1947–48, 1948–49, 1950–51, 1951–52, 1952–53, 1953–54, 1957–58, 1961–62, 1965–66, 1969–70, 1973–74, 1979–80, 1981–82, 1999–2000, 2001–02, 2020–21, 2023–24, 2024–25
Locul 2 (21): 1934–35, 1938–39, 1939–40, 1941–42, 1942–43, 1944–45, 1949–50, 1959–60, 1960–61, 1967–68, 1970–71, 1976–77, 1984–85, 1994–95, 1996–97, 2005–06, 2006–07, 2007–08, 2008–09, 2013–14, 2015–16, 2021–22
Cupa Portugaliei
Câștigătoare (18): 1940–41, 1944–45, 1945–46, 1947–48, 1953–54, 1962–63, 1970–71, 1972–73, 1973–74, 1977–78, 1981–82, 1994–95, 2001–02, 2006–07, 2007–08, 2014-15, 2018-19, 2024–25
Finalistă (13): 1951–52, 1954–55, 1959–60, 1969–70, 1971–72, 1978–79, 1986–87, 1993–94, 1995–96, 1999–2000, 2011–12, 2017–18, 2023–24
Cupa Ligii
Câștigătoare (4): 2017–18, 2018–19, 2020–21, 2021–22
Supercupa Portugaliei
Câștigătoare (9): 1982, 1987, 1995, 2000, 2002, 2007, 2008, 2015, 2021
Finalistă (3): 1980, 2019, 2024

### Internațional
Cupa Cupelor UEFA
Câștigătoare (1): 1963–64
Cupa UEFA
Finalistă (1): 2004–05

## Meciuri în cupele europene
(Cu aldine rezultatele înregistrate pe teren propriu)
| Sezon   | Competiția                | Etapa           | Adversar                     | Tur I  | Tur II | Baraj |
| ------- | ------------------------- | --------------- | ---------------------------- | ------ | ------ | ----- |
| 1955-56 | Cupa Campionilor Europeni | optimi          | FK Partizan                  | 3 - 3  | 2 - 5  |       |
| 1958-59 | Cupa Campionilor Europeni | preliminarii    | DOS Utrecht                  | 4 - 3  | 2 - 1  |       |
|         |                           | optimi          | Standard Liège               | 2 - 1  | 0 - 3  |       |
| 1961-62 | Cupa Campionilor Europeni | preliminarii    | FK Partizan                  | 1 - 1  | 0 - 2  |       |
| 1962-63 | Cupa Campionilor Europeni | preliminarii    | Shelbourne FC                | 2 - 0  | 5 - 1  |       |
|         |                           | optimi          | Dundee FC                    | 1 - 0  | 1 - 4  |       |
| 1963-64 | Cupa Cupelor              | preliminarii    | Atalanta BC                  | 0 - 2  | 3 - 1  | 3 - 1 |
|         |                           | optimi          | APOEL FC                     | 16 - 1 | 2 - 0  |       |
|         |                           | sferturi        | Manchester United FC         | 1 - 4  | 5 - 0  |       |
|         |                           | semifinale      | Olympique Lyon               | 0 - 0  | 1 - 1  | 1 - 0 |
|         |                           | finala          | MTK Budapesta                | 3 - 3  | 3 - 3  | 3 - 3 |
|         |                           | rejucare        | MTK Budapesta                | 1 - 0  | 1 - 0  | 1 - 0 |
| 1964-65 | Cupa Cupelor              | optimi          | Cardiff City FC              | 1 - 2  | 0 - 0  |       |
| 1965-66 | Cupa Orașelor Târguri     | preliminarii    | FC Girondins de Bordeaux     | 4 - 1  | 6 - 0  |       |
|         |                           | șaisprezecimi   | RCD Espanyol                 | 2 - 1  | 3 - 4  | 2 - 1 |
| 1966-67 | Cupa Campionilor Europeni | șaisprezecimi   | Vasas SC                     | 0 - 5  | 0 - 2  |       |
| 1967-68 | Cupa Orașelor Târguri     | preliminarii    | Club Brugge                  | 0 - 0  | 2 - 1  |       |
|         |                           | șaisprezecimi   | AC Fiorentina                | 2 - 1  | 1 - 1  |       |
|         |                           | optimi          | FC Zürich                    | 0 - 3  | 1 - 0  |       |
| 1968-69 | Cupa Orașelor Târguri     | preliminarii    | Valencia CF                  | 4 - 0  | 1 - 4  |       |
|         |                           | șaisprezecimi   | Newcastle United FC          | 1 - 1  | 0 - 1  |       |
| 1969-70 | Cupa Orașelor Târguri     | preliminarii    | LASK Linz                    | 4 - 0  | 2 - 2  |       |
|         |                           | șaisprezecimi   | Arsenal FC                   | 0 - 0  | 0 - 3  |       |
| 1970-71 | Cupa Campionilor Europeni | șaisprezecimi   | Floriana FC                  | 5 - 0  | 4 - 0  |       |
|         |                           | optimi          | FC Carl Zeiss Jena           | 1 - 2  | 1 - 2  |       |
| 1971-72 | Cupa Cupelor              | șaisprezecimi   | FC Lyn Oslo                  | 4 - 0  | 3 - 0  |       |
|         |                           | optimi          | Rangers FC                   | 2 - 3  | 4 - 3  |       |
| 1972-73 | Cupa Cupelor              | șaisprezecimi   | Hibernian FC                 | 2 - 1  | 1 - 6  |       |
| 1973-74 | Cupa Cupelor              | șaisprezecimi   | Cardiff City FC              | 0 - 0  | 2 - 1  |       |
|         |                           | optimi          | Sunderland A.F.C.            | 1 - 2  | 2 - 0  |       |
|         |                           | sferturi        | FC Zürich                    | 4 - 1  | 1 - 1  |       |
|         |                           | semifinale      | 1. FC Magdeburg              | 1 - 1  | 1 - 2  |       |
| 1974-75 | Cupa Campionilor Europeni | șaisprezecimi   | AS Saint-Étienne             | 0 - 2  | 1 - 1  |       |
| 1975-76 | Cupa UEFA                 | preliminarii    | Sliema Wanderers FC          | 2 - 1  | 3 - 1  |       |
|         |                           | șaisprezecimi   | Vasas SC                     | 1 - 3  | 2 - 1  |       |
| 1977-78 | Cupa UEFA                 | preliminarii    | SEC Bastia                   | 2 - 3  | 2 - 1  |       |
| 1978-79 | Cupa Cupelor              | șaisprezecimi   | FC Baník Ostrava             | 0 - 1  | 0 - 1  |       |
| 1979-80 | Cupa UEFA                 | preliminarii    | Bohemian FC                  | 2 - 0  | 0 - 0  |       |
|         |                           | șaisprezecimi   | 1. FC Kaiserslautern         | 1 - 1  | 0 - 2  |       |
| 1980-81 | Cupa Campionilor Europeni | șaisprezecimi   | Budapest Honvéd FC           | 0 - 2  | 0 - 1  |       |
| 1981-82 | Cupa UEFA                 | preliminarii    | FA Red Boys Differdange      | 4 - 0  | 7 - 0  |       |
|         |                           | șaisprezecimi   | Southampton FC               | 4 - 2  | 0 - 0  |       |
|         |                           | optimi          | Neuchâtel Xamax FC           | 0 - 0  | 1 - 0  |       |
| 1982-83 | Cupa Campionilor Europeni | șaisprezecimi   | NK Dinamo Zagreb             | 0 - 1  | 3 - 0  |       |
|         |                           | optimi          | CSKA Septemvrijsko Zname     | 2 - 2  | 0 - 0  |       |
|         |                           | sferturi        | Real Sociedad                | 1 - 0  | 0 - 2  |       |
| 1983-84 | Cupa UEFA                 | preliminarii    | Sevilla FC                   | 1 - 1  | 3 - 2  |       |
|         |                           | șaisprezecimi   | Celtic FC                    | 2 - 0  | 0 - 5  |       |
| 1984-85 | Cupa UEFA                 | preliminarii    | AJ Auxerre                   | 2 - 0  | 2 - 2  |       |
|         |                           | șaisprezecimi   | FC Dinamo Minsk              | 2 - 0  | 0 - 2  |       |
| 1985-86 | Cupa UEFA                 | preliminarii    | Feyenoord Rotterdam          | 3 - 1  | 1 - 2  |       |
|         |                           | șaisprezecimi   | KS Dinamo Tirana             | 0 - 0  | 1 - 0  |       |
|         |                           | optimi          | Athletic Bilbao              | 1 - 2  | 3 - 0  |       |
|         |                           | sferturi        | 1. FC Köln                   | 1 - 1  | 0 - 2  |       |
| 1986-87 | Cupa UEFA                 | preliminarii    | Íþróttabandalag Akraness     | 9 - 0  | 6 - 0  |       |
|         |                           | șaisprezecimi   | FC Barcelona                 | 0 - 1  | 2 - 1  |       |
| 1987-88 | Cupa Cupelor              | șaisprezecimi   | FC Swarovski Tirol           | 4 - 0  | 2 - 4  |       |
|         |                           | optimi          | Kalmar FF                    | 0 - 1  | 5 - 0  |       |
|         |                           | sferturi        | Atalanta BC                  | 0 - 2  | 1 - 1  |       |
| 1988-89 | Cupa UEFA                 | preliminarii    | AFC Ajax                     | 4 - 2  | 2 - 1  |       |
|         |                           | șaisprezecimi   | Real Sociedad                | 1 - 2  | 0 - 0  |       |
| 1989-90 | Cupa UEFA                 | preliminarii    | SSC Napoli                   | 0 - 0  | 0 - 0  |       |
| 1990-91 | Cupa UEFA                 | preliminarii    | YRKV Mechelen                | 1 - 0  | 2 - 2  |       |
|         |                           | șaisprezecimi   | FC Politehnica Timișoara     | 7 - 0  | 0 - 2  |       |
|         |                           | optimi          | Vitesse Arnhem               | 2 - 0  | 2 - 1  |       |
|         |                           | sferturi        | Bologna F.C. 1909            | 1 - 1  | 2 - 0  |       |
|         |                           | semifinale      | Internazionale Milano FC     | 0 - 0  | 0 - 2  |       |
| 1991-92 | Cupa UEFA                 | preliminarii    | FC Dinamo București          | 1 - 0  | 0 - 2  |       |
| 1992-93 | Cupa UEFA                 | preliminarii    | Grasshopper Zürich           | 2 - 1  | 1 - 3  |       |
| 1993-94 | Cupa UEFA                 | preliminarii    | Kocaelispor                  | 0 - 0  | 2 - 0  |       |
|         |                           | șaisprezecimi   | Celtic FC                    | 0 - 1  | 2 - 0  |       |
|         |                           | optimi          | SV Austria Salzburg          | 2 - 0  | 0 - 3  |       |
| 1994-95 | Cupa UEFA                 | preliminarii 2  | Real Madrid CF               | 0 - 1  | 2 - 1  |       |
| 1995-96 | Cupa Cupelor              | șaisprezecimi   | Maccabi Haifa FC             | 4 - 0  | 0 - 0  |       |
|         |                           | optimi          | SK Rapid Viena               | 2 - 0  | 0 - 4  |       |
| 1996-97 | Cupa UEFA                 | preliminarii 3  | Montpellier HSC              | 1 - 1  | 1 - 0  |       |
|         |                           | șaisprezecimi   | FC Metz                      | 0 - 2  | 2 - 1  |       |
| 1997-98 | Liga Campionilor          | preliminarii 2  | Beitar Ierusalim             | 0 - 0  | 3 - 0  |       |
|         |                           | Grupa F         | AS Monaco FC                 | 3 - 0  | 2 - 3  |       |
|         |                           | Grupa F         | Lierse SK                    | 1 - 1  | 2 - 1  |       |
|         |                           | Grupa F         | Bayer 04 Leverkusen          | 0 - 2  | 1 - 4  |       |
| 1998-99 | Cupa UEFA                 | preliminarii 3  | Bologna F.C. 1909            | 0 - 2  | 1 - 2  |       |
| 1999-00 | Cupa UEFA                 | preliminarii 3  | Viking FK                    | 0 - 3  | 1 - 0  |       |
| 2000-01 | Liga Campionilor          | Grupa A         | Real Madrid CF               | 2 - 2  | 0 - 4  |       |
|         |                           | Grupa A         | Bayer 04 Leverkusen          | 2 - 3  | 0 - 0  |       |
|         |                           | Grupa A         | FC Spartak Moscova           | 1 - 3  | 0 - 3  |       |
| 2001-02 | Cupa UEFA                 | preliminarii 3  | FC Midtjylland               | 3 - 0  | 3 - 2  |       |
|         |                           | preliminarii 2  | Halmstads BK                 | 1 - 0  | 6 - 1  |       |
|         |                           | șaisprezecimi   | AC Milan                     | 0 - 2  | 1 - 1  |       |
| 2002-03 | Liga Campionilor          | preliminarii 3  | Internazionale Milano FC     | 0 - 0  | 0 - 2  |       |
| 2002-03 | Cupa UEFA                 | preliminarii 2  | FK Partizan                  | 1 - 3  | 3 - 3  |       |
| 2003-04 | Cupa UEFA                 | preliminarii 2  | Malmö FF                     | 2 - 0  | 1 - 0  |       |
|         |                           | preliminarii 3  | Gençlerbirliği SK            | 1 - 1  | 0 - 3  |       |
| 2004-05 | Cupa UEFA                 | preliminarii 3  | SK Rapid Viena               | 2 - 0  | 0 - 0  |       |
|         |                           | Grupa D         | PAE Panionios GSS            | 4 - 1  | 4 - 1  | 4 - 1 |
|         |                           | Grupa D         | FC Dinamo Tbilisi            | 4 - 0  | 4 - 0  | 4 - 0 |
|         |                           | Grupa D         | FC Sochaux-Montbéliard       | 0 - 1  | 0 - 1  | 0 - 1 |
|         |                           | Grupa D         | Newcastle United FC          | 1 - 1  | 1 - 1  | 1 - 1 |
|         |                           | șaisprezecimi   | Feyenoord Rotterdam          | 2 - 1  | 2 - 1  |       |
|         |                           | optimi          | Middlesbrough FC             | 3 - 2  | 1 - 0  |       |
|         |                           | sferturi        | Newcastle United FC          | 0 - 1  | 1 - 4  |       |
|         |                           | semifinale      | Alkmaar Zaanstreek           | 2 - 1  | 2 - 3  |       |
|         |                           | finala          | PFC CSKA Moscova             | 1 - 3  | 1 - 3  | 1 - 3 |
| 2005-06 | Liga Campionilor          | preliminarii 3  | Udinese Calcio Spa           | 0 - 1  | 2 - 3  |       |
| 2005-06 | Cupa UEFA                 | preliminarii 2  | Halmstads BK                 | 2 - 1  | 2 - 3  |       |
| 2006-07 | Liga Campionilor          | Grupa B         | FC Internazionale Milano Spa | 1 - 0  | 0 - 1  |       |
|         |                           | Grupa B         | PFC CSKA Moscova             | 1 - 1  | 1 - 3  |       |
|         |                           | Grupa B         | FC Bayern München ev         | 0 - 1  | 0 - 0  |       |
| 2007-08 | Liga Campionilor          | Grupa F         | Manchester United FC         | 0 - 1  | 1 - 2  |       |
|         |                           | Grupa F         | FC Dinamo Kiev               | 2 - 1  | 3 - 0  |       |
|         |                           | Grupa F         | AS Roma SpA                  | 1 - 2  | 2 - 2  |       |
| 2007-08 | Cupa UEFA                 | șaisprezecimi   | FC Basel                     | 2 - 0  | 3 - 0  |       |
|         |                           | optimi          | Bolton Wanderers FC          | 1 - 1  | 1 - 0  |       |
|         |                           | sferturi        | Rangers FC Glasgow           | 0 - 0  | 0 - 2  |       |
| 2008-09 | Liga Campionilor          | Grupa C         | FC Barcelona                 | 1 - 3  | 2 - 5  |       |
|         |                           | Grupa C         | FC Basel                     | 2 - 0  | 0 - 1  |       |
|         |                           | Grupa C         | FC Șahtar Donețk             | 1 - 0  | 1 - 0  |       |
|         |                           | optimi          | FC Bayern München ev         | 0 - 5  | 1 - 7  |       |
| 2009-10 | Liga Campionilor          | preliminarii Q2 | FC Twente Enschede           | 0 - 0  | 1 - 1  |       |
|         |                           | preliminarii Q3 | ACF Fiorentina               | 2 - 2  | 1 - 1  |       |
| 2009-10 | UEFA Europa League        | grupa D         | SC Heerenveen                | 3 - 2  | 1 - 1  |       |
|         |                           | grupa D         | Hertha Berliner SCv 1892     | 1 - 0  | 0 - 1  |       |
|         |                           | grupa D         | FK Ventspils                 | 2 - 1  | 1 - 1  |       |
|         |                           | șaisprezecimi   | Everton FC Liverpool         | 1 - 2  | 3 - 0  |       |
|         |                           | optimi          | Club Atlético de Madrid      | 0 - 0  | 2 - 2  |       |
| 2010-11 | UEFA Europa League        | preliminarii Q3 | FC Nordsjælland              | 1 - 0  | 2 - 1  |       |
|         |                           | preliminarii Q4 | Brøndby IF                   | 0 - 2  | 3 - 0  |       |
|         |                           | grupa C         | OSC Lille                    | 2 - 1  | 1 - 0  |       |
|         |                           | grupa C         | PFC Levski Sofia             | 5 - 0  | 0 - 1  |       |
|         |                           | grupa C         | KAA Gent                     | 5 - 1  | 1 - 3  |       |
|         |                           | șaisprezecimi   | Rangers FC Glasgow           | 1 - 1  | 2 - 2  |       |
| 2011-12 | UEFA Europa League        | preliminarii Q4 | FC Nordsjælland              | 0 - 0  | 2 - 1  |       |
|         |                           | grupa D         | Grasshopper Club Zürich      | 2 - 0  | 2 - 0  |       |
|         |                           | grupa D         | SS Lazio Roma                | 2 - 1  | 0 - 2  |       |
|         |                           | grupa D         | FC Vaslui                    | 2 - 0  | 0 - 1  |       |
|         |                           | șaisprezecimi   | KP Legia Varșovia SSA        | 2 - 1  | 1 - 0  |       |
|         |                           | optimi          | Manchester City FC           | 1 - 0  | 2 - 3  |       |
|         |                           | sferturi        | FC Metalist Harkiv           | 2 - 1  | 1 - 1  |       |
|         |                           | semifinale      | Athletic Club Bilbao         | 2 - 1  | 1 - 3  |       |
| 2012-13 | UEFA Europa League        | preliminarii Q4 | AC Horsens                   | 1 - 1  | 5 - 0  |       |
|         |                           | grupa G         | FC Basel                     | 0 - 0  | 0 - 3  |       |
|         |                           | grupa G         | Videoton FC Székesfehérvár   | 0 - 3  | 2 - 1  |       |
|         |                           | grupa G         | KRC Genk                     | 1 - 2  | 1 - 1  |       |
| 2014-15 | Liga Campionilor          | grupa G         | NK Maribor                   | 1 - 1  | 3 - 1  |       |
|         |                           | grupa G         | Chelsea FC                   | 0 - 1  | 1 - 3  |       |
|         |                           | grupa G         | Schalke 04 Gelsenkirchen     | 3 - 4  | 4 - 2  |       |
| 2014-15 | UEFA Europa League        | șaisprezecimi   | VfL Wolfsburg                | 0 - 2  | 0 - 0  |       |
| 2015-16 | Liga Campionilor          | preliminarii Q4 | PFC CSKA Moscova             | 2 - 1  | 1 - 3  |       |
| 2015-16 | UEFA Europa League        | grupa H         | FC Lokomotiv Moscova         | 1 - 3  | 4 - 2  |       |
|         |                           | grupa H         | Beşiktaş JK                  | 1 - 1  | 3 - 1  |       |
|         |                           | grupa H         | KF Skënderbeu Korçë          | 5 - 1  | 0 - 3  |       |
|         |                           | șaisprezecimi   | Bayer 04 Leverkusen          | 0 - 1  | 1 - 3  |       |
| 2016-17 | Liga Campionilor          | grupa F         | Real Madrid CF               | 1 - 2  | 1 - 2  |       |
|         |                           | grupa F         | KP Legia Varșovia SSA        | 2 - 0  | 0 - 1  |       |
|         |                           | grupa F         | BV Borussia 09 e.V. Dortmund | 1 - 2  | 0 - 1  |       |
| 2017-18 | Liga Campionilor          | preliminarii Q4 | FC FCSB București            | 0 - 0  | 5 - 1  |       |
|         |                           | grupa D         | Olympiacos FC Pireu          | 3 - 2  | 3 - 1  |       |
|         |                           | grupa D         | FC Barcelona                 | 0 - 1  | 0 - 2  |       |
|         |                           | grupa D         | Juventus FC SpA Torino       | 1 - 2  | 1 - 1  |       |
| 2017-18 | UEFA Europa League        | șaisprezecimi   | FC Astana                    | 3 - 1  | 3 - 3  |       |
|         |                           | optimi          | FC Viktoria Plzeň            | 2 - 0  | 1 - 2  |       |
|         |                           | sferturi        | Club Atlético de Madrid      | 0 - 2  | 1 - 0  |       |
| 2018-19 | UEFA Europa League        | grupa E         | Qarabağ FK                   | 2 - 0  | 6 - 1  |       |
|         |                           | grupa E         | FC Vorskla Poltava           | 2 - 1  | 3 - 0  |       |
|         |                           | grupa E         | Arsenal FC                   | 0 - 1  | 0 - 0  |       |
|         |                           | șaisprezecimi   | Villarreal CF                | 0 - 1  | 1 - 1  |       |
| 2019-20 | UEFA Europa League        | grupa D         | PSV Eindhoven                | 2 - 3  | 4 - 0  |       |
|         |                           | grupa D         | Linzer ASK                   | 2 - 1  | 0 - 3  |       |
|         |                           | grupa D         | Rosenborg BK Trondheim       | 1 - 0  | 2 - 0  |       |
|         |                           | șaisprezecimi   | İstanbul Başakşehir FK       | 20 feb | 27 feb |       |

## Alte sporturi
Sporting Clube de Portugal în afara fotbalului mai are departamente specializate în sporturile:

### Atletism
- Peste 300 de titluri naționale, 30 de titluri europene, o dată campioană a Europei

### Biliard
- 36 titluri naționale la individual
- 15 titluri naționale la dublu
- 2 Cupe ale Portugaliei la individual
- 4 Cupe ale Portugaliei la dublu
- Peste 100 de diverse titluri la diferite variante de biliard

### Box
- Peste 100 de titluri naționale la diferite categorii de greutate și vârstă

### Futsal
- 7 Campionate naționale
- 2 Cupe ale Portugaliei
- 1 Cupa Națională
- 3 Supercupe

### Gimnastică
- 11 titluri europene
- Peste 100 de titluri naționale la diferite obiecte

### Haltere
- 16 titluri naționale la diferite categorii de greutate și vârstă

### Handbal
- 19 Campionate naționale:
  - 2 titluri în Divisão de Elite
  - 17 itluri în Liga Portuguesa de Andebol
- 12 Cupe ale Portugaliei
- 2 Supercupe

### Karate
- 14 titluri naționale
- 1 titlu intercontinental
- 3 titluri europene
- 1 titlu mondial

### Natație
- 3 titluri europene
- Peste 150 de titluri naționale la diferite probe

### Șah
- 14 titluri naționale și peste 20 în elte variante de șah.

### Taekwondo
- Peste 50 de titluri naționale la diferite categorii de greutate și vârstă

### Tenis de masă
- Peste 50 de titluri naționale (11 consecutive)
- 3 victorii în meciuri Portugalia+Spania - America
- 3 medalii de bronz în campionatul european

### Tir
- 18 titluri naționale la individual
- 12 titluri naționale pe echipe
- Peste 50 de diverse titluri la diferite competiții

### Tir cu arcul
- 2 titluri europene
- Peste 50 de diverse titluri la diferite competiții

## Președinții clubului
- Alfredo Augusto das Neves Holtreman (Viconte de Alvalade) - 1906-1910
- Luís Caetano Pereira - 1910
- José Holtreman Roquette (José Alvalade) - 1910-1912
- Luís Caetano Pereira - 1912-1913
- José da Mota Marques - 1913-1914
- Daniel Queirós dos Santos - 1914-1918
- Mário de Lemos Pistacchini - 1918
- António Nunes Soares Júnior 1918
- Mário de Lemos Pistacchini - 1918-1921
- António Nunes Soares Júnior - 1921
- Manuel Garcia Carabe - 1921-1922
- Júlio Barreiros Cardoso de Araújo - 1922-1923
- Pedro Sanches Navarro - 1923-1924
- Júlio Barreiros Cardoso de Araújo - 1924-1925
- José Salazar Carreira - 1925-1926
- Pedro Sanches Navarro - 1926-1927
- António Nunes Soares Júnior - 1927-1928
- Joaquim Guerreiro de Oliveira Duarte - 1928-1929
- Eduardo Mário Costa - 1929
- Álvaro José de Sousa - 1929-1931
- Artur Silva - 1931
- Álvaro Luís Retamoza Dias - 1932
- Joaquim Guerreiro de Oliveira Duarte - 1932-1942
- Augusto Amado de Aguilar - 1942-1943
- Prof. Dr. Diogo Alves Furtado - 1943
- Alberto da Cunha e Silva - 1943-1944
- Augusto Fernando Barreira de Campos - 1944-1946
- António José Ribeiro Ferreira - 1946-1953
- Carlos Cecílio Góis Mota - 1953-1957
- Francisco de Cazal-Ribeiro - 1957-1958
- Guilherme Braga Brás Medeiros - 1958-1961
- Gaudêncio L. da Silva Costa - 1961-1962
- Commodore Joel Azevedo da Silva Pascoal - 1962-1963
- General Horácio de Sá Viana Rebelo - 1963-1964
- General Martiniano A. Piarra Homem de Figueiredo - 1964-1965
- Guilherme Braga Brás Medeiros - 1965-1973
- Dr. Orlando Valadão Chagas - 1973
- Manuel Henrique Nazareth - 1973
- João António dos Anjos Rocha - 1973-1986
- Amado de Freitas - 1986-1988
- Jorge Manuel Alegre Gonçalves - 1988-1989
- José de Sousa Cintra - 1989-1995
- Pedro Miguel Santana Lopes - 1995-1996
- José Alfredo Parreira Holtreman Roquette - 1996-2000
- António Augusto Serra Campos Dias da Cunha - 2000-2005
- Filipe Soares Franco - 2005-2009
- José Eduardo Bettencourt - din 5 iunie 2009